# Cabo de São Vicente

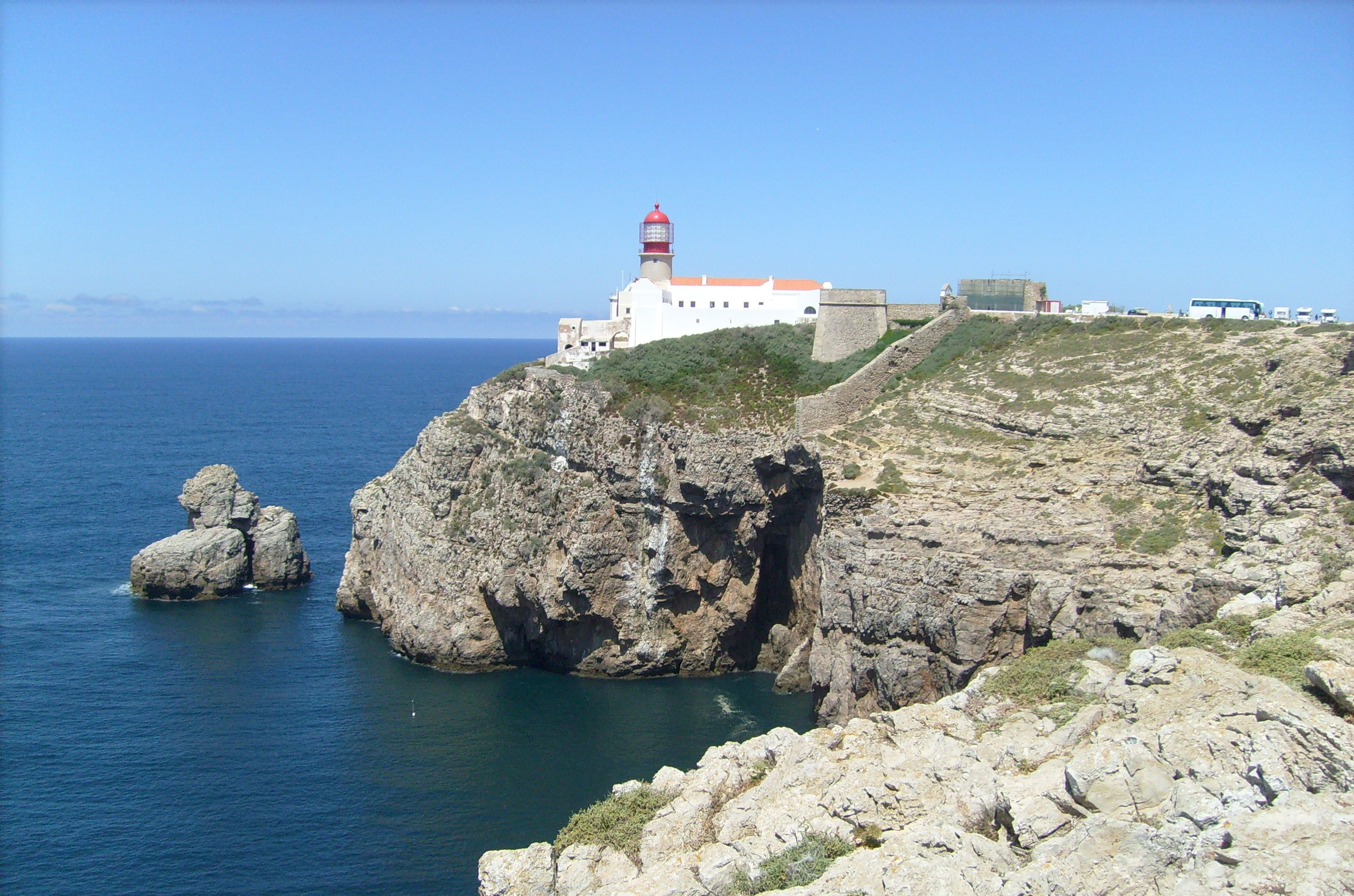
Leuchtturm am Cabo de São Vicente

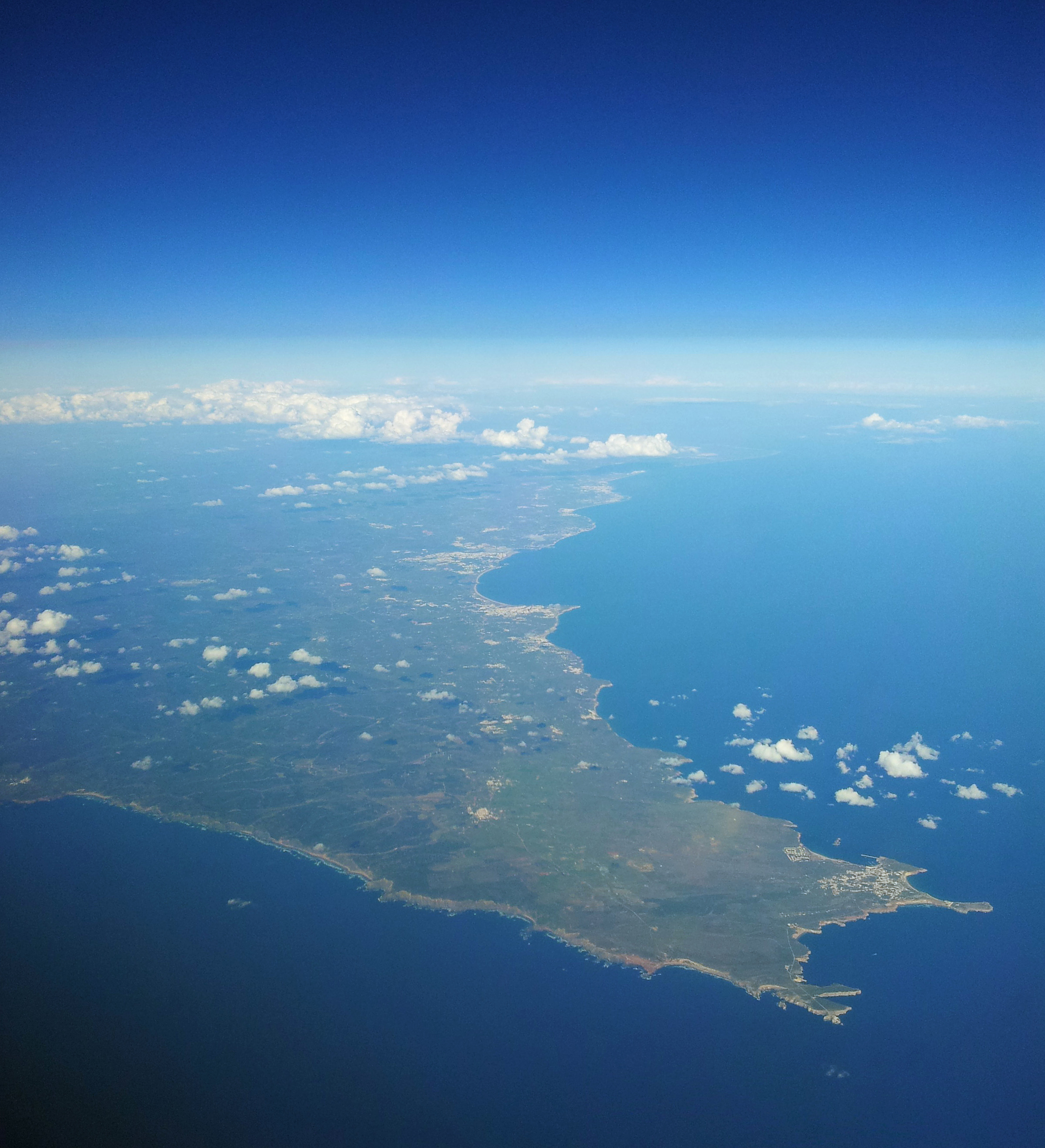
Die Algarve-Küste von Westen gesehen (unten Cabo de São Vicente, rechts darüber Sagres mit der Landzunge Ponta de Sagres)

Das Cabo de São Vicente [ˈkabu dɯ sɐ̃u viˈsẽtɯ] (deutsch Kap St. Vinzenz bzw. Kap St. Vincent) bei Sagres in Portugal bildet gemeinsam mit der benachbarten Ponta de Sagres die Südwestspitze des europäischen Festlands. Die Algarve endet dort in einer felsigen, bis zu 70 Meter hohen Steilküste mit karger, baumloser Vegetation.

## Mythen
Das Kap ist seit dem Neolithikum ein heiliger Ort, wie Menhire in der Umgebung zeigen. Zu Zeiten der Phönizier soll er der Gottheit Melkart geweiht gewesen sein. Die Griechen nannten den Ort Ophiussa (Land der Schlangen) und seine Bewohner Oestrimni (Bewohner des äußersten Westens), von den Römern wurde er Promontorium sacrum (Heiliges Vorgebirge) genannt, als magischer Ort am Ende der Welt, an dem die Götter wohnen und die Sonne im Meer versinkt.
Die Christen benannten die Küstenspitze nach dem Heiligen Vinzenz von Saragossa, einem Schutzpatron der Seefahrer. Der Legende nach soll dort im Jahr 304 der Leichnam des Märtyrers in einem Boot angetrieben und geborgen worden sein.

## Schifffahrt
Auf dem Cabo de São Vicente befindet sich der Leuchtturm Cabo de São Vicente, dessen Lichtkegel 32 Seemeilen (knapp 60 Kilometer) über den Atlantik reicht und der als der lichtstärkste Leuchtturm Europas gilt.
Auf einem der weltweit meistbefahrenen Seewege halten Schiffe zum Kap einen großen Sicherheitsabstand.
Beim Cabo de São Vicente fanden im Laufe der Jahrhunderte mindestens vier bedeutende Seeschlachten bzw. Seegefechte statt:
- das Seegefecht beim Kap St. Vincent (1681) am 30. September 1681 zwischen spanischen und kurbrandenburgischen Geschwadern,
- das Seegefecht bei Kap St. Vincent (1719) am 21. Dezember 1719 zwischen britischen und spanischen Seestreitkräften während des Krieges der Quadrupelallianz
- die Seeschlacht bei Kap St. Vincent (1780) am 16. Januar 1780 zwischen der britischen und spanischen Flotte im Nordamerikanischen Unabhängigkeitskrieg,
- die Seeschlacht bei Kap St. Vincent (1797) am 14. Februar 1797 zwischen der britischen und spanischen Flotte im Ersten Koalitionskrieg,
- die Seeschlacht bei Kap St. Vincent (1833) am 5. Juli 1833 zwischen der britischen und portugiesischen Flotte im Miguelistenkrieg.

## Tourismus
Der Ort wird per Bus von großen Mengen internationaler Touristen aus der umliegenden Algarve frequentiert, die das Kap via Sagres anfahren. Die Linie des größten Busunternehmens EVA fährt von Portimão über Lagos dorthin.
Am Kap beginnt bzw. endet der Europäische Fernwanderweg E4.